# Salvatore Nobili Vitelleschi
Salvatore Nobili Vitelleschi (Roma, 28 de julho de 1818 - Roma, 17 de outubro de 1875) foi um clérigo, bispo e cardeal italiano da Igreja Católica Romana.

## Vida
Ele vinha de uma família patrícia e era o mais velho dos cinco filhos de Pietro Nobili Vitelleschi (1785-1842), marquês de Rigatti, maestro di strada pontificio, e sua esposa Maddalena Ricci Paracciani (1790-1842). Salvatore era sobrinho-bisneto do cardeal Urbano Paracciani por parte de mãe e era parente dos cardeais Niccola Paracciani Clarelli e Francesco Ricci Paracciani. Outros cardeais da família Nobili Vitelleschi foram Giovanni Vitelleschi, Roberto de' Nobili e o pseudo-cardeal Bartolomeo Vitelleschi. Outro membro da família foi Muzio Vitelleschi, SJ, que foi 6º Superior-geral da Companhia de Jesus de 1615 a 1645.
Salvatore frequentou o Collegio San Pietro in Vincoli em Roma e depois estudou no Archigymnasium de Roma, hoje Universidade de Roma "La Sapienza", onde obteve uma licenciatura in utroque iure em 24 de setembro de 1841. Já em 12 de dezembro de 1837 foi nomeado camareiro particular supranumerário de Sua Santidade e em 6 de abril de 1839 tornou-se cônego na Basílica de São Pedro. Foi ordenado sacerdote em 27 de março de 1841 pelo Cardeal Giacomo Giustiniani, Bispo de Albano. Em 11 de outubro de 1841 tornou-se prelado da casa papal e ocupou vários outros cargos curiais nos anos seguintes: prelado referendário, 2 de dezembro de 1841; relator na Sagrada Congregação de Bispos e Regulares, 24 de janeiro de 1842; relator da Sagrada Congregação de Bom Governo, 1842-1845; assessor dos tribunais criminais, 28 de maio de 1845; assessor do Tribunal Criminal, 28 de maio de 1845 a 1847; relator na Sagrada Consulta, 6 de dezembro de 1850; prelado adjunto da Sagrada Congregação do Concílio Tridentino, 1851-1854; auditor da Sagrada Rota Romana, 18 de março de 1852 a 10 de dezembro de 1852; clérigo da Câmara Apostólica, 21 de junho de 1852 a 1854; preceptor do Archhospital S. Spirito em Sassia, 9 de dezembro de 1854; diácono na Capela Pontifícia, 26 de abril de 1856.
Em 19 de junho de 1856, Salvatore Nobili Vitelleschi foi eleito Arcebispo Titular de Seleucia Pieria. A consagração episcopal lhe foi dada no dia 6 de julho seguinte, na capela do Palácio Apostólico no Quirinal, pelo próprio Papa Pio IX; os co-consagradores foram o arcebispo Alessandro Macioti, assessor do Santo Ofício, e o bispo Giuseppe Palermo, OSA, sacristão papal. Na mesma cerimônia, os posteriores Cardeais Flavio III Chigi e Alessandro Franchi foram ordenados bispos.
Arcebispo Nobili Vitelleschi recusou ser nomeado núncio em Nápoles. Em 8 de junho de 1858, tornou-se secretário da Sagrada Congregação para a Imunidade Eclesiástica e em 18 de junho do mesmo ano, Assistente do Trono Pontifício. De 1861 a 1864 foi membro do Conselho de Estado. Em 21 de dezembro de 1863 foi transferido para a sé episcopal de Osimo e Cingoli com o título pessoal de arcebispo. No entanto, como o governo italiano se recusou a dar seu consentimento, ele teve que administrar a diocese por vigários gerais. Em 24 de agosto de 1871, Nobili tornou-se secretário da Congregação para os Bispos e Regulares. Renunciou a sé de Osimo e Cingoli em 20 de novembro de 1871 e foi reconduzido à sé titular de Selêucia em 24 de novembro.
Pio IX nomeou Salvatore Nobili Vitelleschi Cardeal in pectore no consistório de 15 de março de 1875, sendo publicado em 17 de setembro de 1875 como cardeal-presbítero e em 23 de setembro do mesmo ano com San Marcello como igreja titular. No entanto, o cardeal Nobili Vitelleschi morreu após uma curta doença antes de receber o chapéu vermelho e tomar posse de seu título. Foi sepultado no cemitério romano de Campo di Verano.